# Eugène Dubois
Marie Eugène François Thomas Dubois, född 28 januari 1858 i Eijsden, död 16 december 1940 i Haelen, var en nederländsk anatom, antropolog, geolog och paleontolog, berömd framför allt för att ha upptäckt förmänniskan Homo erectus i Trinil på Java.
Dubois var son till en apotekare och blev fascinerad av naturhistoria i tidig ålder. Han studerade medicin vid universitetet i Amsterdam och blev medicine doktor i anatomi 1884. Efter att ha hört en föreläsning av fysiologen Carl Vogt blev den unge Dubois besatt av tanken att finna den felande länk som förenade människosläktet med aporna. Idag vet vi att människan är närmare släkt med gorilla och schimpans, men Dubois tog fasta på att både orangutanger och människor har tumgrepp och att gibboner kan gå på två ben, är monogama och har låg sexuell dimorfism. Han trodde därför att människans urhem låg i Sydostasien och inte i Afrika. År 1885 reste han till holländska Östindien (Indonesien) för att försöka finna länken mellan människan och aporna.
Han arbetade vid ett militärsjukhus på Sumatra mellan 1888 och 1895 för det holländska koloniala styret. Efter att ha drabbats av malaria befriades han från aktiv tjänst och placerades på Java, där han upptäckte under denna tid nära byn Trinil tre fossil av Javamänniskan som Homo erectus då kallades. Fossilen utgjordes av skalltak, lårben och några kindtänder, men Dubois var övertygad om att han funnit den felande länken.
Efter sin återkomst till Europa 1895 framhöll han fynden som den felande länken. Dessa var de första bevisen för mänsklig evolution, men fast några kolleger stödde honom, bemöttes han med stor skepticism. Rudolf Virchow, som alltid var skeptisk mot utvecklingsläran, ställde sig avvisande till Dubois idéer. Besviken över denna reaktion grävde han ner fynden under sitt jordgolv, vägrade visa dem för någon och slog an nya vägar yrkesmässigt. När vetenskapen, med Ernst Haeckel och Othniel Charles Marsh i spetsen, väl gav honom rätt hade han redan ändrat sig. Han utnämndes 1899 till professor i geologi och paleontologi i Amsterdam.